# 大阪法律公務員専門学校
大阪法律公務員専門学校（おおさかほうりつこうむいんせんもんがっこう）は、学校法人立志舎が運営する、大阪市に拠点を置く専修学校。

## 沿革
- 1989年 大阪法律専門学校として開校
- 2005年 天王寺校開校
- 2021年 大阪法律公務員専門学校に校名変更

## キャンパス
- 大阪法律公務員専門学校（大阪市福島区）
- 大阪法律公務員専門学校天王寺校（大阪市天王寺区）

## 著名な出身者
- 盛山晋太郎（お笑い芸人、見取り図）